# Represión en los Talleres Electrometalúrgicos Norte

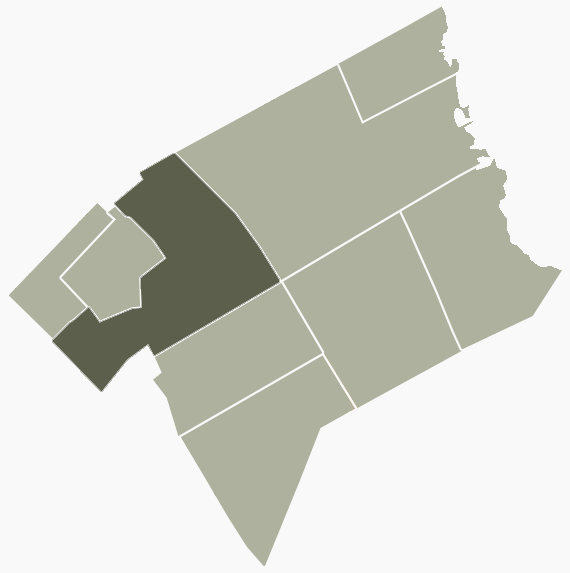
Mapa de Munro, barrio de Vicente López.

Veinte ex delegados y trabajadores fueron víctimas de la represión en los Talleres Electrometalúrgicos Norte durante la última dictadura cívico militar de Argentina. Talleres Electrometalúrgicos Norte SA ( T.E.N.S.A) fue una empresa metalúrgica ubicada en la Avenida Mitre 3890, Munro.

## Antecedentes
La empresa comenzó sus actividades en Munro en 1961. Tenía aproximadamente 1.200 empleados, que producían elementos metal-mecánicos para las principales empresas automotrices y otras industrias.

Hacia comienzo de la década de 1970, los trabajadores comenzaron una serie de reclamos ya que la empresa no cumplía con sus compromisos laborales en cuanto a condiciones de higiene y seguridad, remuneración por trabajos suplementarios, pago en término de salarios, entre otros.
Los obreros de este sector estaban representados por la Unión Obrera Metalúrgica, conducida por Victorio Calabró en la provincia de Buenos Aires y organizada con comisiones de delegados en cada fábrica. Toda la estructura de representación estaba sumamente cuestionada por los trabajadores.
En enero de 1972, un grupo de trabajadores de TENSA formó la Agrupación “16 de Enero”, con el doble propósito de desplazar a los cuestionados representantes sindicales y organizarse para reclamar por sus derechos laborales. La “16 de Enero” se presentó en las elecciones internas del sindicato en 1974 y al igual que otras listas opositoras resultó perdedora frente a la lista oficial, que conservó el poder a través del fraude y la persecución de los trabajadores y delegados pertenecientes a las listas opositoras.
En junio de 1974, un grupo de 50 hombres armados perteneciente a la UOM, interrumpió violentamente una asamblea liderada por los sectores opositores exigiendo el despido de los 27 trabajadores más combativos. Poco después la fábrica fue tomada por miembros de la misma línea sindical oficialista y luego, por presión del sindicato, los trabajadores y delegados de la Agrupación “16 de enero” fueron despedidos. Tras el fracaso de los reclamos por la reincorporación de los despedidos, y ante las amenazas reiteradas, los secuestros y asesinatos de dirigentes gremiales opositores, la Agrupación “16 de enero” se desarticuló.

## Represión
En 1972 los directivos de TENSA contrataron un servicio de seguridad privada, que además de sus funciones específicas proporcionaba información al Servicio de Inteligencia de la Policía de la Provincia de Buenos Aires (SIPBA).
Tras el golpe de Estado del 24 de marzo de 1976, Munro y otros diez partidos de la zona norte conformaron la llamada Zona 4, bajo el control operacional de Campo de Mayo.
El cordón noroeste del conurbano bonaerense fue una de las zonas más castigadas por el accionar represivo, que se acentuó en los trabajadores de las grandes plantas industriales, como Mercedes Benz, Ford y General Motors, La Cantábrica, Deutz, Goodyear, Terrabusi, Metalúrgica Santa Rosa, Celulosa Argentina, Acindar, Tensa, entre otras. Muchos de sus delegados y activistas fueron secuestrados y torturados en el centro clandestino de Campo de Mayo por donde pasaron más de 6.000 detenidos desaparecidos.
En la revista Evita Montonera N°12 de marzo de 1976 aparece la información: 

En el partido de Vicente López hay dos fábricas metalúrgicas importantes: Tensa y Bendix, que ocupan a unos mil trabajadores cada una. En los últimos tiempos fueron secuestrados 16 compañeros metalúrgicos: 5 de ellos todavía están presos. Todos sufrieron brutales torturas, mientras los interrogaban acerca de otros compañeros de trabajo. La policía había recibido listas de activistas confeccionadas por las patronales y la burocracia de la UOM, y en ellas basaba sus interrogatorios".

Alrededor de veinte ex delegados y trabajadores que habían sido despedidos de TENSA fueron secuestrados y asesinados o desaparecidos.

## Víctimas
En junio de 2014, durante un homenaje en memoria de las víctimas de TENSA, fueron recordados:
- Antonio Alberto Prieto (n.17 de diciembre de 1945, Buenos Aires),taxista, junto a su compañera;[6] Ana María Gutierrez (n. 25 de noviembre de 1940, Villa Mirasol, La Pampa). Con su compañero anterior tuvo dos hijos, Sacha Alexandre nacida en 1964 y Maite Mariana en 1967. Junto con Antonio tuvieron a su hijo Alberto en 1974. Antonio militó en Poder Obrero y en el PRT-ERP. Ana María comenzó su militancia en la JTP y luego integró la organización Montoneros. Fueron secuestrados el 7 de mayo de 1976 en su domicilio de Villa Martelli, provincia de Buenos Aires. La joven se encontraba embarazada de 3 meses. Posiblemente, hayan permanecido detenidos en el centro clandestino de detención "El Campito" de Campo de Mayo.La pareja y el/la niño/a que debió nacer en cautiverio permanecen desaparecidos.[7]
- Esteban Abundio Machado, (n.26 de diciembre de 1937, secuestrado desaparecido el 23 de agosto de 1976, Don Torcuato, Buenos Aires), trabajaba en TENSA;[8]
- Nicolas Miguel Angel Roman (n.31 de mayo de 1939, secuestrado desaparecido el 7 de mayo de 1976, Don Torcuato, Buenos Aires), Técnico en Seguridad e Higiene;[9]
- Juan Carlos Chersanaz Burgos (secuestrado desaparecido el 11 de mayo de 1976, Villa Adelina, Buenos Aires, a los 28 años), obrero de TENSA;[10] ´
- Horacio Alberto Babuya Capaldi (n. 14 de febrero de 1951, secuestrado desaparecido, 20 de abril de 1976, General Pacheco, Buenos Aires), exdelegado de TENSA;[11]
- Esteban Bonifacio Juarez (n. 4 de abril de 1948, secuestrado desaparecido 11 de abril de 1977, Tres de Febrero, Buenos Aires), empleado en TENSA;[12]
- Bartolome Da Silva Nuñez (n. Corrientes, secuestrado desaparecido, 3 de julio de 1976, MUnro, a los 31 años), era tornero y delegado en TENSA, militante del Partido Revolucionario de los Trabajadores - Ejército Revolucionario del Pueblo;[13]
- Miguel Angel Gallinari Matos "Bocha",(n.23 de julio de 1952, General Pico, La Pampa, secuestrado desaparecido el 15 de julio de 1976, Morón, Buenos Aires), empleado en TENSA;[14] En esa misma fábrica, en la que fue delegado, conoció a María Leonor Abinet "Mara" (n.San Martín, provincia de Buenos Aires, 29 de septiembre de 1944). La pareja militaba en la organización Montoneros. La joven tenía dos hijas de su primer matrimonio, María Isabel nacida en 1966 y María Inés en 1969. El 16 de septiembre de 1976 fue secuestrada en la pensión donde vivía en la localidad de Caseros. Estaba embarazada de siete meses y su fecha probable de parto era para el mes de noviembre. Los restos de María Leonor fueron identificados en mayo de 2009 en el marco de la Iniciativa Latinoamericana para la Identificación de Personas Desaparecidas llevada adelante por el Equipo Argentino de Antropología Forense. Sus restos habían sido inhumados como NN en el Cementerio de San Martín entre el 31 de enero y el 3 de febrero de 1977. Abuelas de Plaza de Mayo localizó en 1986 a una niña inscripta como hija propia por un subcomisario de la Policía de la Provincia de Buenos Aires, Domingo Luis Madrid, y su esposa, María Mercedes Elichalt. La niña estaba inscripta con una falsa partida de nacimiento firmada por la médica Silvia Marta Kirilosky.  El resultado de la pericia genética confirmó que la niña era Elena Gallinari Abinet. El 21 de abril de 1987, dispusieron su restitución. Este caso constituye la primera restitución de una niña nacida durante el cautiverio de su madre;[15]
- Jose Luis Ghigo Correa, (n.3 de septiembre de 1955, secuestrado desaparecido, 21 de agosto de 1976, Munro), empleado de TENSA;[16]
- Manuel Samudio Samudio, paraguayo, secuestrado desaparecido 11 de abril de 1978, Villa Celina, a los 44 años, era operario de TENSA;[17]
- Jesus Lautaro De La Rosa Aragón,  secuestrado desaparecido, el 14 de abril de 1978, en Pablo Nogués;[18]
- Gerardo Cesar De La Rosa Aragon, hermano del anterior, secuestrado desaparecido, el 27 de julio de 1976, en Pablo Nogués[19]
- Basilio Laskievich, (n.1 de diciembre de 1950, secuestrado desaparecido, 12 de abril de 1976, Tigre), empleado de TENSA;[20]
- Daniel Alberto Manzi (n.22 de diciembre de 1943, secuestrado desaparecido, 13 de abril de 1978, Don Torcuato), albañil, ex obrero de TENSA;[21]
- Omar Manzi (n.11 de mayo de 1954, secuestrado desaparecido, 12 de abril de 1978, Villa Adelina);[22]
- Jose Preisz Meztgler, secuestrado desaparecido, 11 de abril de 1978, Chilavert, obrero de TENSA;[23]
- Oscar Adolfo Koudela Cabrera, (n.2 de octubre de 1944, secuestrado desaparecido, 11 de abril de 1978, Tapiales) obrero de TENSA.[24]
- Floreal Edgardo Avellaneda "El Negrito" (Rosario, Argentina, 14 de mayo de 1960, Munro, Buenos Aires, 15 de mayo de 1976), a su padre Floreal Avellaneda, delegado de TENSA y militante del Partido Comunista fueron a buscarlo por los incidentes vividos en esa fábrica, y como no lo encontraron en represalia se llevaron secuestrados a su esposa Iris Etelvina Pereyra de Avellaneda y a su hijo Floreal Edgardo, de 15 años de edad. Este fue torturado. Su cadáver fue hallado en aguas del Río de la Plata (a 300 km de Rosario). Su cuerpo fue encontrado con muestras de haber sufrido torturas físicas y haber sido víctima de un empalamiento.[25][26][27]